# テオドロス2世 (エチオピア皇帝)
テオドロス2世（ዳግማዊ ቴዎድሮስ , 1818年 - 1868年4月13日）は、エチオピア帝国の皇帝（在位：1855年 - 1868年）。即位前の名はカッサ・ハイル。戦国時代さながらの「ラス達の時代」を終わらせた「中興の祖」とされ、強力な国家を作るために近代化政策を推進した。先代は サハレ・デンゲル。

## 略歴
- 1818年 - 北部の有力な一族に生まれ、ゴンダルで育ち修道院で教育を受けた後、盗賊となる。
- 1847年 - 豪族の地位を与えられ数々の戦闘に勝利する。
- 1852年 - 北部州を制圧。
- 1855年 - 中部エチオピアの主なライバルをほとんど打ち破る。下克上によって主君を失脚させ皇帝に即位。「ネグサ・ナガスト（諸王の王）」の権威を復活させる。即位後はショア征服などで自領を拡張し、エジプト、オスマン帝国と対立していく。
- 1857年 - イギリスと接触し友好関係を結ぶ。
- 1860年 - イギリス人領事と海軍将校がエチオピア人によって暗殺され、これ以降イギリスとの関係が対オスマン帝国政策の違いもあり悪化する。
- 1868年 - イギリスの派遣した大規模な遠征隊と戦争（マグダラの戦い）になるが惨敗する。この結果にショックを受け自殺した。

## 画像

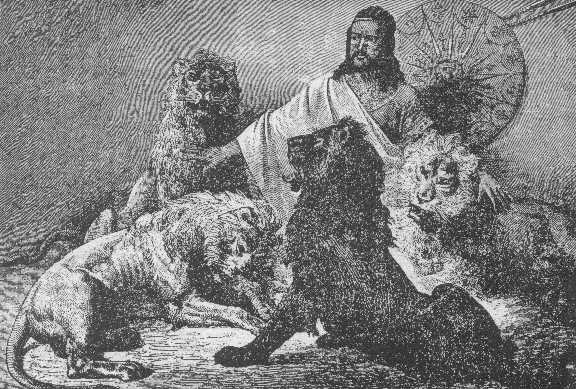
ライオンに囲まれるテオドロス2世
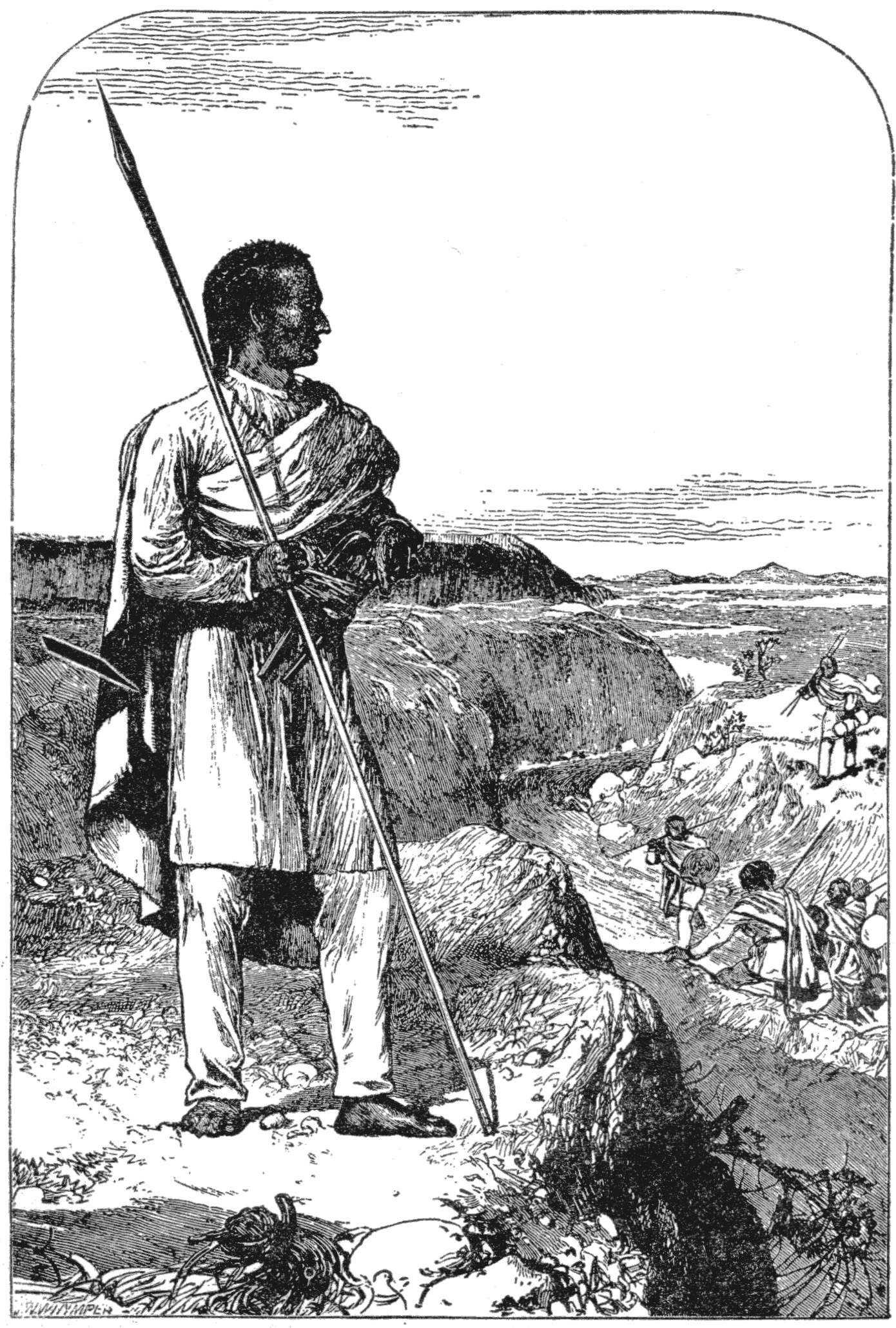
青ナイル川でのテオドロス2世
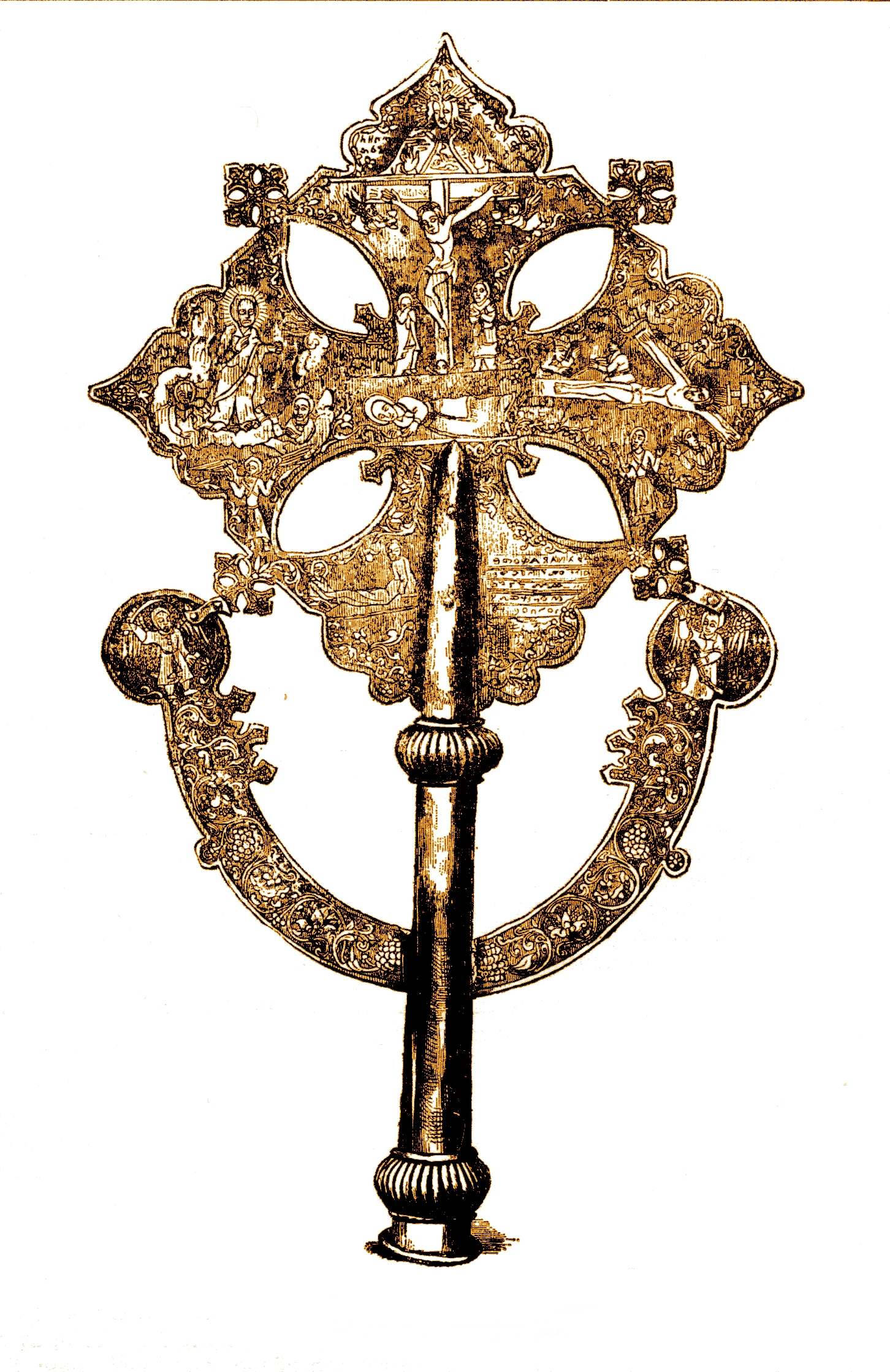
テオドロス2世の十字架
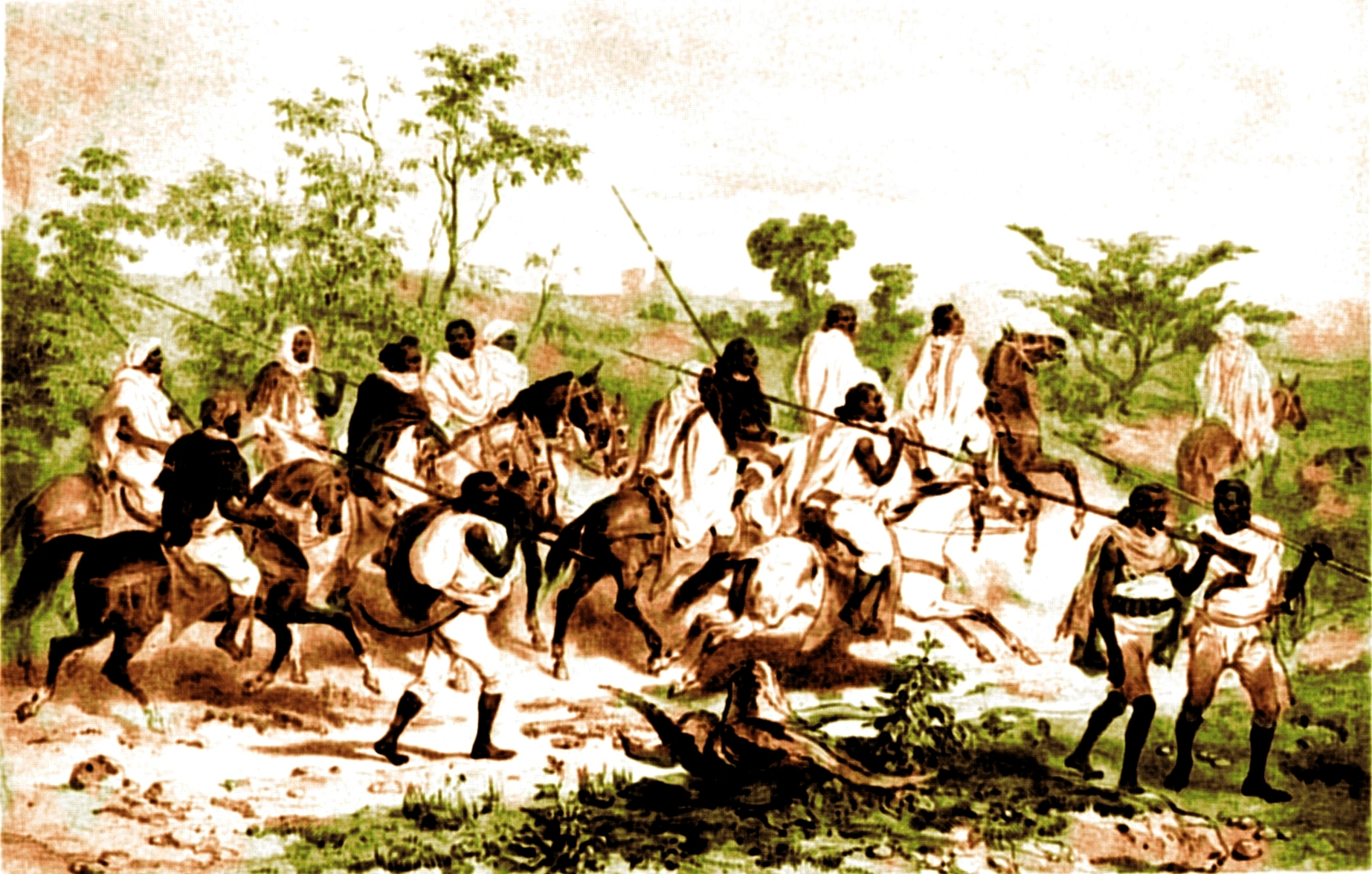
テオドロス2世の鍛えた軍隊
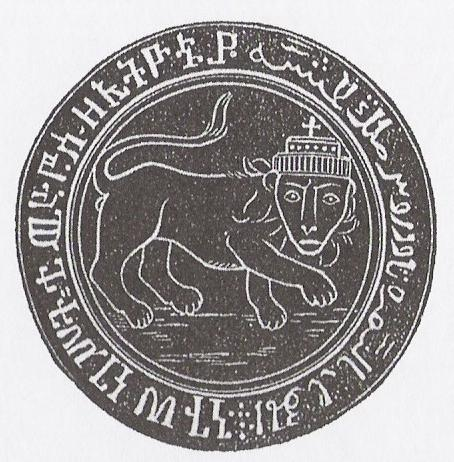
テオドロス2世のシール
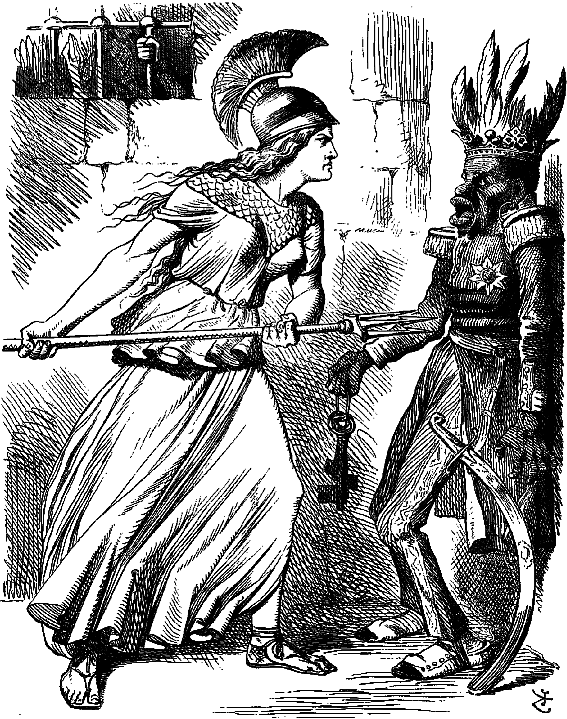
テオドロス2世を脅すイギリスを描いた風刺画
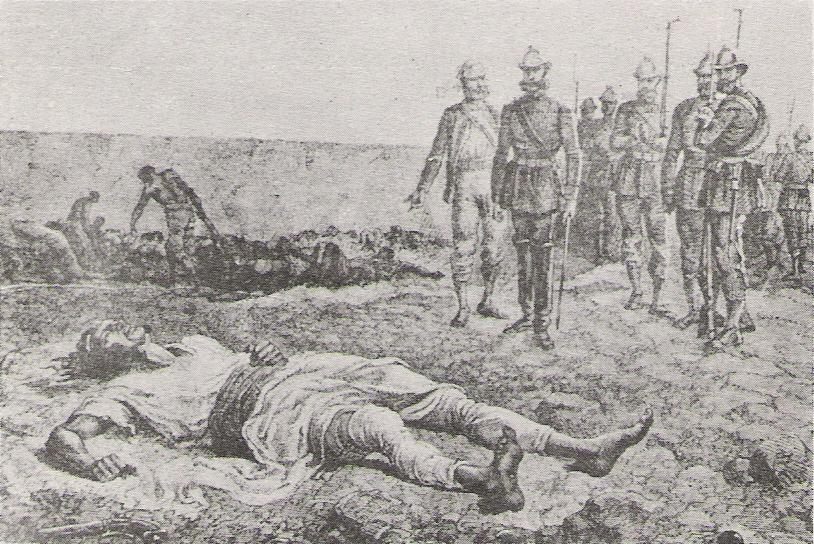
自殺したテオドロス2世を発見するイギリス兵